# Medaglia d'oro dello Svenska Dagbladet
La medaglia d'oro dello Svenska Dagbladet (swe Svenska Dagbladets guldmedalj o Svenska Dagbladets bragdguld) è un premio assegnato annualmente dal quotidiano svedese Svenska Dagbladet allo sportivo o alla squadra svedese che ha ottenuto il risultato più significativo dell'anno. Il riconoscimento fu istituito nel 1925. L'assegnazione avviene ogni anno nel mese di novembre o dicembre.

## I vincitori
Secondo lo statuto del premio, nessuno sportivo può ricevere più di due volte la medaglia d'oro. Il doppio riconoscimento è stato tributato finora solo a tre persone, il tennista Björn Borg (1974, 1978) e lo sciatore Ingemar Stenmark (1975, 1978), ritenuti tra i più grandi campioni di tutti i tempi nei rispettivi sport a livello internazionale, e più recentemente (2006, 2007) la sciatrice Anja Pärson.
Le discipline sportive più premiate sono l'atletica leggera e lo sci di fondo, che sono tradizionalmente gli sport di punta in Svezia. Fino al 2007 compreso, sono stati premiati 18 esponenti dell'atletica e 14 dello sci di fondo. Seguono la lotta (6 premiati), il calcio, il nuoto e il tennis (5 a testa).

## Elenco dei medagliati
- 1925 - Sten Pettersson, atletica leggera
- 1926 - Arne Borg, nuoto; Edvin Wide, atletica leggera
- 1927 - Sven Salén, vela
- 1928 - Per-Erik Hedlund, sci di fondo
- 1929 - Gillis Grafström, pattinaggio di figura; Sven Utterström, sci di fondo
- 1930 - John Richthoff, lotta
- 1931 - Sven Rydell, calcio
- 1932 - Ivar Johansson, lotta
- 1933 - Sven "Sleven" Säfwenberg, bandy
- 1934 - Harald Andersson, atletica leggera
- 1935 - Hans Drakenberg, scherma
- 1936 - Erik Larsson, sci di fondo
- 1937 - Torsten Ullman, tiro a segno
- 1938 - Björn Borg, nuoto
- 1939 - Sven Selånger, sci di fondo
- 1940 - Henry Kälarne, atletica leggera; Håkan Lidman, atletica leggera
- 1941 - Alfred Dahlqvist, sci di fondo
- 1942 - Gunder Hägg, atletica leggera
- 1943 - Arne Andersson, atletica leggera
- 1944 - Nils Mora-Nisse Karlsson, sci di fondo
- 1945 - Claes Egnell, pentathlon moderno
- 1946 - Arvid Andersson, sollevamento pesi
- 1947 - Gösta Frändfors, lotta
- 1948 - William Grut, pentathlon moderno
- 1949 - Gert Fredriksson, canoa
- 1950 - Lennart Bergelin, tennis
- 1951 - Rune Larsson, atletica leggera
- 1952 - Valter Nyström, atletica leggera
- 1953 - Bertil Antonsson, lotta
- 1954 - Bengt Nilsson, atletica leggera
- 1955 - Sigge Ericsson, pattinaggio di velocità
- 1956 - Lars Hall, pentathlon moderno; Sixten Jernberg, sci di fondo
- 1957 - Dan Waern, atletica leggera
- 1958 - Richard Dahl, atletica leggera
- 1959 - Agne Simonsson, calcio
- 1960 - Jane Cederqvist, nuoto
- 1961 - Ove Fundin, speedway; Sten Lundin, motocross
- 1962 - Assar Rönnlund, sci di fondo
- 1963 - Jonny Nilsson, pattinaggio di velocità
- 1964 - Rolf Peterson, canoa
- 1965 - Kjell Johansson, tennistavolo
- 1966 - Kurt Johansson, tiro a segno
- 1967 - I "fratelli Fåglum" Erik Pettersson, Gösta Pettersson, Sture Pettersson e Tomas Pettersson, ciclismo
- 1968 - Toini Gustafsson-Rönnlund, sci di fondo
- 1969 - Ove Kindvall, calcio
- 1970 - Gunnar Larsson, nuoto
- 1971 - Stellan Bengtsson, tennis tavolo
- 1972 - Ulrika Knape, tuffi
- 1973 - Rolf Edling, scherma
- 1974 - Björn Borg, tennis
- 1975 - Ingemar Stenmark, sci alpino
- 1976 - Anders Gärderud, atletica leggera; Bernt Johansson, ciclismo
- 1977 - Frank Andersson, lotta
- 1978 - Björn Borg, tennis; Ingemar Stenmark, sci alpino
- 1979 - Malmö FF, calcio
- 1980 - Thomas Wassberg, sci di fondo
- 1981 - Annichen Kringstad, orientamento
- 1982 - Mats Wilander, tennis
- 1983 - Håkan Carlqvist, motocross
- 1984 - Gunde Svan, sci di fondo
- 1985 - Patrik Sjöberg, atletica leggera
- 1986 - Tomas Johansson, lotta
- 1987 - Nazionale svedese di hockey su ghiaccio; Marie-Helene Östlund, sci di fondo
- 1988 - Tomas Gustafson, pattinaggio di velocità
- 1989 - Nazionale svedese di tennis tavolo
- 1990 - Stefan Edberg, tennis
- 1991 - Pernilla Wiberg, sci alpino
- 1992 - Jan-Ove Waldner, tennis tavolo
- 1993 - Torgny Mogren, sci di fondo
- 1994 - Nazionale di calcio svedese
- 1995 - Annika Sörenstam, golf
- 1996 - Agneta Andersson e Susanne Gunnarsson, canoa
- 1997 - Ludmila Engquist, atletica leggera
- 1998 - Nazionale svedese maschile di pallamano
- 1999 - Tony Rickardsson, speedway
- 2000 - Lars Frölander, nuoto
- 2001 - Per Elofsson, sci di fondo
- 2002 - Susanne Ljungskog, ciclismo
- 2003 - Carolina Klüft, atletica leggera
- 2004 - Stefan Holm, atletica leggera
- 2005 - Kajsa Bergqvist, atletica leggera
- 2006 - Anja Pärson, sci alpino
- 2007 - Anja Pärson, sci alpino
- 2008 - Jonas Jacobsson, tiro a segno
- 2009 - Helena Ekholm, biathlon
- 2010 - Squadra olimpica maschile della staffetta 4x10 km, sci di fondo (Marcus Hellner, Johan Olsson, Daniel Richardsson, Anders Södergren)
- 2011 - Therese Alshammar, nuoto
- 2012 - Lisa Nordén, triathlon
- 2013 - Johan Olsson, sci di fondo
- 2014 - Squadra olimpica femminile della staffetta 4x10 km, sci di fondo (Ida Ingemarsdotter, Emma Wikén, Anna Haag, Charlotte Kalla)
- 2015 - Sarah Sjöström, nuoto
- 2016 - Henrik Stenson, golf
- 2017 - Sarah Sjöström, nuoto[1]
- 2018 - Hanna Öberg, biathlon
- 2019 - Tove Alexandersson, orienteering[2]
- 2020 - Armand Duplantis, salto con l'asta
- 2021 - Squadra olimpica maschile di salto ostacoli (Malin Baryard-Johnsson, Henrik von Eckermann, Peder Fredricson)
- 2022 - Nils van der Poel, pattinaggio di velocità su ghiaccio
- 2023 - Daniel Ståhl, atletica leggera
- 2024 - Armand Duplantis, salto con l'asta